# 呉鳳科技大学
呉鳳科技大学（ごほうかぎだいがく、英語: Wufeng University、公用語表記: 吳鳳科技大學）は、台湾嘉義県民雄郷建国路二段117番に本部を置く台湾の私立科技大学。1963年創立、2010年大学設置。大学の略称は吳鳳科大、WFU。

## 概観

### 大学全体
呉鳳科技大学の前身は1963年に「呉鳳商業専科学校」開校である。2010年に大学に昇格し、現在の校名となった。安全と工学、デジタル管理、医学と健康などの3つの学部、14の学科、4の大学院研究科を擁するとなっている。

## 歴史
| 年     | 月日   | 事跡                                   |
| ------ | ------ | -------------------------------------- |
| 1963年 | -      | 「呉鳳商業専科学校」として開校         |
| 1958年 | -      | 「呉鳳工業専科学校」と改称             |
| 1992年 | -      | 「呉鳳工商専科学校」と改称             |
| 2000年 | 8月1日 | 「呉鳳技術学院」と改称                 |
| 2010年 | 8月    | 「呉鳳科技大学」と改称                 |
| 2012年 | 8月    | 「呉鳳学校財団法人呉鳳科技大学」と改称 |

## 基礎データ

### 所在地
- 本部キャンパス（嘉義県民雄郷建国路二段117）

## 組織
| 安全と工学学部 College of Safety and Engineering | ■消防科（学士課程、修士課程）     | ■安全科技と管理科（学士課程）     |
| 安全と工学学部 College of Safety and Engineering | ■機械工学科（学士課程）           | ■電機工学科（学士課程、修士課程） |
| 安全と工学学部 College of Safety and Engineering | ■車輛科技と経営管理科（学士課程） |                                   |

| デジタル管理学部 College of Digital Entrepreneurship | ■応用デジタルメディア科（学士課程、修士課程） | ■行銷と流通管理科（学士課程）                                                                     |
| デジタル管理学部 College of Digital Entrepreneurship | ■観光レジャー管理科（学士課程）               | ■ホスピタリティマネジメント科（学士課程、ホスピタリティマネジメントとホスピタリティ安全修士課程） |
| デジタル管理学部 College of Digital Entrepreneurship | ■応用日本語科（学士課程）                     |                                                                                                   |

| 医学と健康学部 College of Medical and Health Sciences | ■幼児保育科（学士課程）             | ■レジャーレクリエーションスポーツ管理科（学士課程） |
| 医学と健康学部 College of Medical and Health Sciences | ■ファッションデザイン科（学士課程） | ■介護管理科（学士課程）                             |

## 教員

### 歴代校長・学長
| 代    | 任期              | 氏名   |
| ----- | ----------------- | ------ |
| 初代  | 1965年 － 1978年  | 李國棟 |
| 第2代 | 1978年 － 1992年  | 何廣文 |
| 第3代 | 1992年 － 1998年  | 陳世昌 |
| 第4代 | 1998年 － 2001年  | 毛漢光 |
| 第5代 | 2001年 － 2007年  | 鄭國順 |
| 第6代 | 2007年 － 2019年  | 蘇銘宏 |
| 第7代 | 2019年 －（現任） | 蔡宏榮 |

## 交流のある学校

### 他大学との協定
- 交換留学協定校
  - 久留米大学
  - Johnson & Wales University